# تالار عاج

سردر ورودی تالار عاج در باغ کاخ گلستان

تالار عاج (یا به تعبیر برخی تالار آج) یکی از تالارهای عمارت اصلی در کاخ گلستان است که بعد از تالار آینه و در سمت غرب تالار برلیان قراردارد. تاریخ احداث این تالار و حوضخانهٔ زیر آن معلوم نیست.
مسلماً این تالار قبل از تالار سلام و تالار آینه ساخته شده و از بناهای دوره ناصرالدین شاه است که البته بعدها در زمان خود وی در نمای آن تغییراتی دادند تا با دو تالار دیگر هماهنگ شود. پیش از این، این تالار دارای ایوانی بوده که با تغییرات جدید، ایوان حذف، و سقفی به آن اضافه شده‌است ولی ستونهای سابق حفظ شده‌است.
در این تالار در زمان ناصرالدین شاه، هدایای پادشاهان دولت‌های خارجی نگهداری می‌شد و در زمان پهلوی محل پذیرایی و برپایی مهمانیهای رسمی دربار بود؛ از این رو درآرایش درونی آن تغییرات عمده‌ای داده شده‌است.

## بحث‌هایی پیرامون نام کاخ
برخی این تالار را تالار عاج، و برخی دیگر به نام تالار آج تعبیر می‌نمایند. در تالار فعلی، دو عاج بزرگ فیل قرار داده شده‌است که می‌تواند توجیهی بر نام تالار عاج باشد. اما به تعبیر برخی دیگر، این تالار در گذشته محل پذیرایی و صرف غذا بوده و برخی نام درست این عمارت را «تالار آج» یاد می‌کنند و دلیل آن را به این صورت بیان می‌کنند که اولاً نام دیگر آن «سفره خانه» است، دوم اینکه آج در ترکی به معنای گرسنه است، سوم اینکه در هیچ جای ساخت این تالار عاج به کار نرفته است، و در پایان کارلا سرنا در سفرنامه خود (سفرنامه مادام کارلا سرنا) از این عمارت به صورت تالار گرسنه‌ها یاد کرده‌است.